# 生肖郵票
生肖郵票是一款以中國干支紀年的十二種生肖動物為圖案的郵票，部分生肖郵票只會印有生肖文字，例：鼠年及歲次丁未。雖然生肖只用於在東亞地區，但發行當局會按十二種動物每年推出一套生肖郵票，升值潛力比其他紀念郵票高，因此多個歐美國家亦曾經推出過多款生肖郵票。
1950年2月1日，日本以虎年為主題發行世界上第一套生肖郵票。 

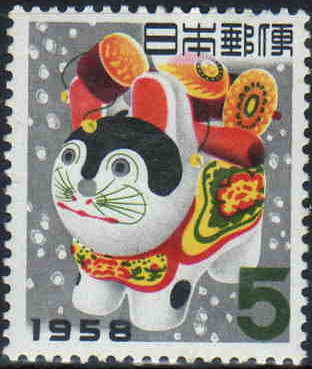
1958年狗年日本郵票
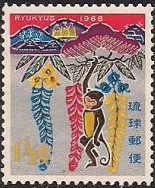
1968年猴年琉球郵票
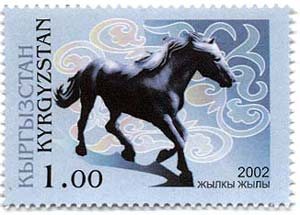
2002年馬年吉爾吉斯郵票
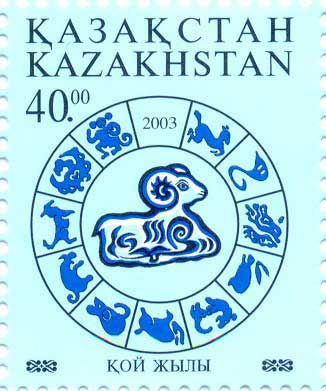
2003年羊年哈薩克郵票
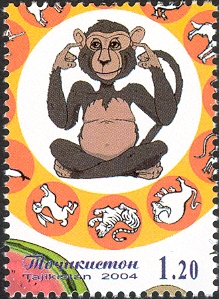
2004年猴年塔吉克郵票
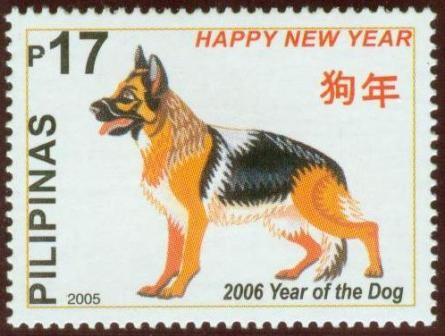
2006年狗年菲律賓郵票
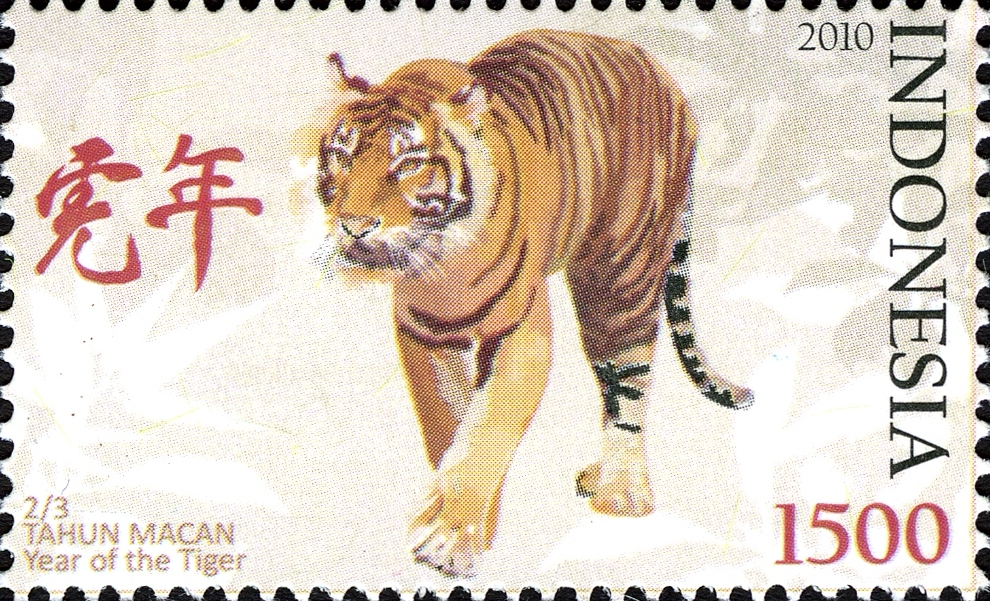
2010年虎年印度尼西亞郵票
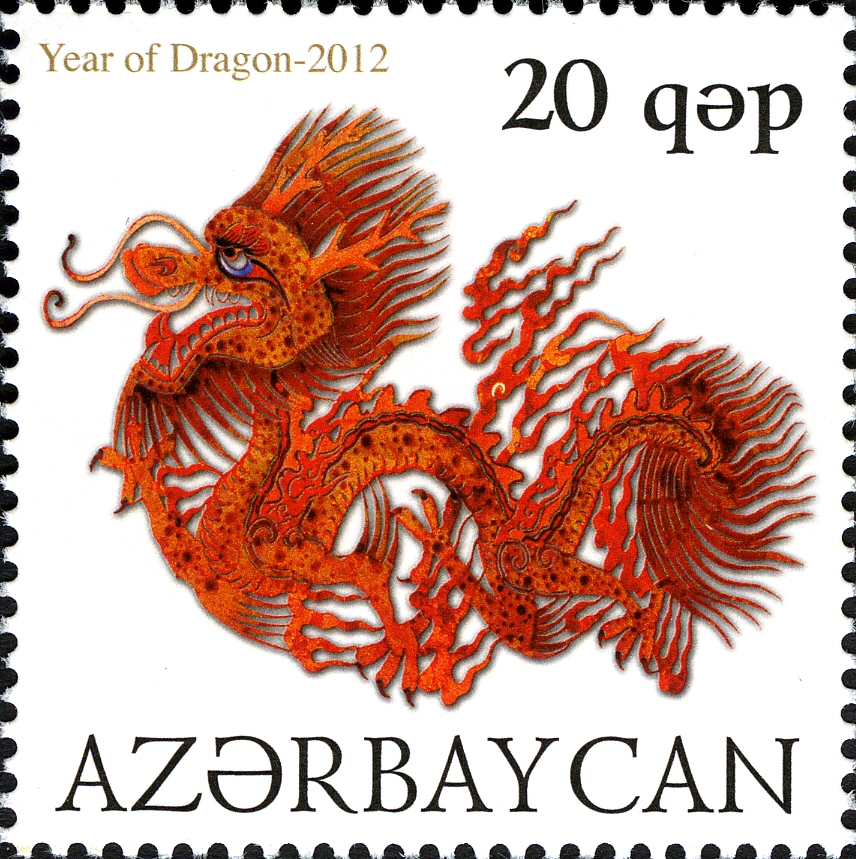
2012年龍年亞塞拜然郵票
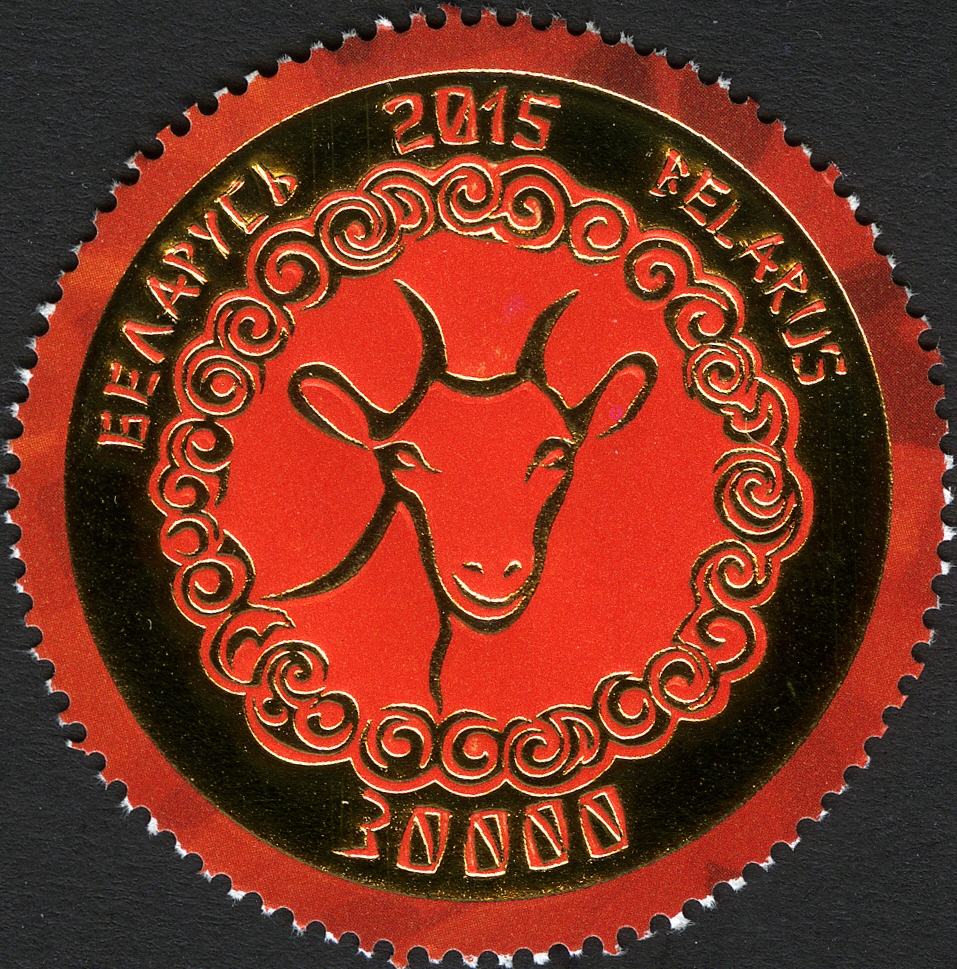
2015年羊年白俄羅斯郵票
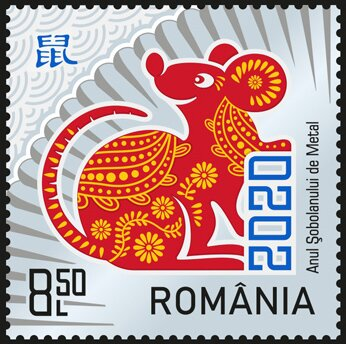
2020年鼠年羅馬尼亞郵票